# Bake Off Italia - Dolci sotto un tetto (seconda edizione)
La seconda edizione di Bake Off Italia - Dolci sotto il tetto è stata girata presso Villa Borromeo d'Adda, situata ad Arcore. Il programma è andato in onda dal 7 gennaio 2022 al 28 gennaio 2022, con la conduzione di Flavio Montrucchio.

## Concorrenti
| Partecipanti       | Partecipanti       | Posizione | Stato                     |
| Concorrenti        | Coppia             | Posizione | Stato                     |
| ------------------ | ------------------ | --------- | ------------------------- |
| Giovanna e Ciro    | Gli Eterni Sposini | 1°        | Vincitori                 |
| Nadia e Francesca  | Le Cugine          | 2°        | Seconde classificate      |
| Carmen e Francesca | Le Sorelle         | 3º        | Terze classificate        |
| Mirella e Giacomo  | Nonna e Nipote     | 4º        | Eliminati nell'episodio 4 |
| Luca e Simona      | I Coniugi          | 5º        | Eliminati nell’episodio 2 |
| Michelina e Grazia | Madre e Figlia     | 6º        | Eliminate nell’episodio 1 |